# Catedral de la Madre de Dios (Southfield)
La Catedral de la Madre de Dios (en inglés: Mother of God Cathedral) también conocida como Catedral de Nuestra Señora de los Caldeos Es una catedral católica de rito caldeo situada en Southfield, Michigan, Estados Unidos. Es la sede de la eparquía caldea de Santo Tomás el Apóstol en Detroit (Eparchia Sancti Thomas Apostoli Detroitensis Chaldaeorum).
El primer grupo asirio que emigró a Estados Unidos llegó a finales del siglo XIX. Aunque eran pequeños en número, se extendieron por todo el país a mediados del siglo XX. La iglesia de la Madre de Dios fue establecida en Southfield en 1948. El actual edificio de la iglesia fue terminado en 1980 en el estilo del renacimiento bizantino. Se convirtió en una catedral cuando la Eparquía de Santo Tomás Apóstol de Detroit fue establecida en 1982 por el papa Juan Pablo II mediante la bula "Quo aptius".